# 남경읍
남경읍(南京邑, 1958년 3월 12일 ~ )은 대한민국의 배우이다.

## 학력
- 환일고등학교 (졸업)
- 서울예술대학교 (연극학과 / 전문학사)
- 단국대학교 (연극영화학과 / 학사)
- 동국대학교 (공연예술학과 / 석사)

## 경력
- 송원대학 엔터테인먼트과 전임교수
- 동서대학교 공연예술학과 전임교수
- 남뮤지컬아카데미 원장
- 예장연극영화학원 원장
- 서울예술단 지도위원
- 서울시립가무단 단원
- 경희예술종합전문학교 교수

## 연기 활동

### 드라마
- 1984년 MBC 베스트셀러극장 《태양제(太陽祭)》
- 2007년 MBC Every1 금요 드라마 《와인따는 악마씨》 ... 매니저 역
- 2008년 MBC 단막극 《나도 잘 모르지만》
- 2012년 SBS 일일연속극 《그래도 당신》 ... 백화수 역
- 2012년 채널 A 주말드라마 《판다양과 고슴도치》 ... 형사 역
- 2013년 MBC 수목드라마 《남자가 사랑할 때》 ... 장지명 역
- 2013년 MBC 수목드라마 《투윅스》 ... 임기호 역 (특별출연)
- 2013년 SBS 저녁 일일연속극 《못난이 주의보》 ... 이한서의 아버지 역
- 2013년 MBC 저녁 일일연속극 《빛나는 로맨스》 ... 남수철 역
- 2013년 JTBC 주말 특별기획 드라마 《궁중잔혹사 - 꽃들의 전쟁》 ... 청태종 홍타이지 역
- 2014년 KBS2 월화드라마 《트로트의 연인》 ... 고은태 역
- 2014년 KBS2 월화드라마 《연애의 발견》 ... 한재식 역
- 2014년 tvN 금토드라마 《미생》 ... 원 인터네셔널 사장 역
- 2015년 MBC 월화 특별기획 드라마 《빛나거나 미치거나》 ... 왕건 역
- 2015년 KBS2 주말연속극 《파랑새의 집》 ... 신영환 역
- 2015년 JTBC 금토드라마 《사랑하는 은동아》 ... 서 감독 역
- 2015년 KBS2 월화드라마 《너를 기억해》 ... 강석주 역
- 2016년 SBS 주말드라마 《미세스 캅 2》 ... 이로준의 아버지 이범진 역
- 2016년 MBC 아침 일일연속극 《좋은사람》 ... 차만구 역
- 2017년 SBS 월요 시트콤 《초인가족 2017》 ... 김영화 역
- 2017년 KBS2 월화드라마 《마녀의 법정》 ... 안서필 회장 역
- 2018년 JTBC 금토드라마 《미스티》 ... 강인한 역
- 2018년 SBS 드라마스페셜 《훈남정음》 ... 강정도 역
- 2018년 SBS 드라마스페셜 《흉부외과 - 심장을 훔친 의사들》 ... 윤현목 역
- 2019년 KBS2 수목드라마 《닥터 프리즈너》  ... 정민재 의원 역 (특별출연)
- 2019년 tvN 주말드라마 《호텔 델루나》  ... 왕 회장 역
- 2019년 tvN 주말드라마 《사랑의 불시착》 ... 윤 회장 역
- 2019년 MBC 아침 일일연속극 《나쁜 사랑》 ... 한태석 역
- 2020년 tvN 월화드라마 《(아는 건 별로 없지만) 가족입니다》 ... 김은주 생부 역
- 2021년 MBC 저녁 일일연속극 《밥이 되어라》 ... 강종권 역
- 2021년 KBS2 월화드라마 《연모》 ... 선왕 역 (특별출연)
- 2022년 tvN 월화드라마 《군검사 도베르만》 ... 이재식 역
- 2023년 ENA 수목드라마 《남이 될 수 있을까?》
- 2023년 MBC 금토드라마 《조선변호사》 ... 최수용 역
- 2023년 Netflix 오리지널 드라마 《택배기사》 ... 류 회장 역
- 2023년 MBC 금토드라마 《넘버스 : 빌딩숲의 감시자들》 ... 회장 역
- 2023년 KBS2 저녁 일일연속극 《우아한 제국》 ... 장창성 회장 역
- 2023년 ~ 2024년 KBS2 주말연속극 《효심이네 각자도생》 ...이추련 역
- 2023년 SBS 금토 드라마 《마이데몬》 (특별출연)
- 2024년 MBN 주말드라마 《세자가 사라졌다》 ... 문형 대감 역
- 2024년 Netflix 오리지널 드라마 《돌풍》 ... 최용환 역
- 2025년 Disney+ 오리지널 드라마 《트리거》 … 조태수 역
- 2025년 KBS2 저녁 일일연속극 《여왕의 집》 ... 강규철 역 († 1회 ~ 16회)
- 2025년 tvN 토일드라마 《폭군의 셰프》 … 임서홍 역
- 2025년 Wwave 오리지널 드라마 《리버스》

### 영화
- 1985년 《대학별곡》
- 2010년 《용서는 없다》 - 오반장 역
- 2010년 《아저씨》 - 계장 역
- 2012년 《시체가 돌아왔다》 - 김택수 역
- 2012년 《미확인 동영상: 절대클릭금지》 - 장형사 역
- 2012년 《바람과 함께 사라지다》 - 조명수 역
- 2013년 《런닝맨》 - 리차드마 역
- 2014년 《몬스터》 - 전사장 역
- 2014년 《끝까지 간다》 - 경찰 고위간부 역
- 2014년 천만영화 《명량》 - 권율장군 역[3] (특별출연)
- 2014년 《레드 블라인드》 - 사장 역
- 2015년 《어우동: 주인 없는 꽃》 - 박참판 역
- 2016년 《고산자, 대동여지도》 - 김좌근 역
- 2017년 《대립군》 - 신철장군 역
- 2017년 《푸른노을》 - 황달주 역
- 2019년 《내 편이 없어》 - 덕식 역
- 2019년 《여기에는 내편이 없어》 (단편영화)
- 2022년 《야차》 - 문병욱 역
- 2023년 《노량: 죽음의 바다》 - 권율장군 역[4] (부분출연)
- 2024년 《풍기》 - 박 회장 역

### 연극 & 뮤지컬
- 뮤지컬 1978년 《위대한 전진》
- 뮤지컬 1979년 《결혼 삼중창》
- 연극 1979년 《정복 되지 않는 여자》
- 연극 1979년 《세 발 자전거》
- 뮤지컬 1980년 《환타스틱스》 - 엘갈로 마트 역
- 뮤지컬 1982년 《나 어딨소?》
- 연극 1983년 《귀족이 될뻔한 사나이》
- 연극 1984년 《총각파티》
- 뮤지컬 1986년 《가스펠》
- 뮤지컬 1987년 《한강은 흐른다》 - 거지대장 역
- 뮤지컬 1988년 《아리랑 아리랑》
- 뮤지컬 1988년 《아리송하네요》 - 돌쇠 역
- 뮤지컬 1990년 《백두산신곡》
- 뮤지컬 1991년 《웨스트사이드 스토리》 - 건달 베르나르도 역
- 뮤지컬 1993년 《레미제라블》 - 쟈베르 역
- 뮤지컬 1994년 《번데기》 - 안무가 강진영 역
- 뮤지컬 1995년 《사랑은 비를 타고》 - 큰형 역
- 뮤지컬 1995년 《피노키오》 - 주세페 할아버지 역
- 뮤지컬 1997년 《사랑에 빠질때》 - 작곡가 한성우 역
- 뮤지컬 1997년 《돈키호테》 - 돈키호테 역
- 뮤지컬 1998년 《드라큘라》 - 집사 / 의사/ 광대 역
- 뮤지컬 1999년 《해상왕 장보고》
- 뮤지컬 2000년 《과거를 묻지 마세요》
- 뮤지컬 2002년 《유린타운》 - 클로드웰 역
- 뮤지컬 2003년 《마네킹》 - 홍수위 역
- 뮤지컬 2004년 《터널》 - 체육선생님 역
- 뮤지컬 2006년 《명성황후》 - 대원군 역
- 뮤지컬 2008년 《햄릿》 - 폴로니우스 역
- 뮤지컬 2009년 《두 번째 태양》 - 이든 역
- 연극 2010년 《레인맨》 - 레이먼 바비트 역
- 뮤지컬 2010년 《코러스라인》 - 잭 역
- 뮤지컬 2017년 《벤허》

### 오페라
- 《마술피리》 (2001년) - 파파게노 역

### 예능
- 2019년 《미스터리 음악쇼 복면가왕》- 검은머리 파프리카 될 때까지

## 수상
- 1996년 제2회 한국뮤지컬대상 남우주연상 《사랑은 비를 타고》
- 1994년 제18회 대한민국연극제 남우주연상 《번데기》
- 1994년 제18회 대한민국연극제 대상
- 1991년 연극영화의 해 최우수 남우조연상 《웨스트사이드 스토리》
- 2021년 신스틸러 페스티벌 in 문경
- 2023년 신스틸러 페스티벌 in 문경[5]

## 저서
- 2010년 《쟁이》

## 가족
- 동생 : 남경주 (뮤지컬 배우)